# سانی (فیلم ۱۹۸۴)
«سانی» (انگلیسی: Sunny) یک فیلم به کارگردانی راج کوسلا است که در سال ۱۹۸۴ منتشر شد. از بازیگران آن می‌توان به سانی دیول، آمریتا سینگ، دهر مندرا، و شارمیلا تاگور اشاره کرد.